# 2004 у Миколаєві
| Роки в Миколаєві ← • 2001 • 2002 • 2003 • 2004 • 2005 • 2006 • 2007 • 2008 • 2009 • 2010 • 2011 • 2012 • 2013 • 2014 • 2015 • 2016 • 2017 • 2018 • 2019 • 2020 • 2021 • 2022 • 2023 • 2024 → |

2004 у Миколаєві — список важливих подій, що відбулись у 2004 році в Миколаєві. Також подано перелік відомих осіб, пов'язаних з містом, що померли цього року. З часом буде додано відомих миколаївців, що народилися цього року.

## Події
- 11 вересня Миколаївська міська рада своїм рішенням № 23/4 затвердила текст, партитуру і положення про порядок використання Гімну міста Миколаєва[1].

### Засновані
- 20 серпня у Саках (Крим) заснована 10-та морська авіаційна бригада, яка під час захоплення Росією військових баз на території півострова, в режимі радіомовчання, ризикуючи заблукати та не попередивши вище командування, 3 березня 2014 року евакуювалася з технікою на аеродром Кульбакине.
- У листопаді під час будівельних робіт у дворі Чорноморського національного університету ім. П. Могили на вулиці 68-ми Десантників була виявлена кладка фундаменту Свято-Нікольської церкви.
- 20 грудня зареєстрований щодвомісячний літературний журнал «Літера Н», що виходив до 2012 року в Миколаєві, було випущено 32 випуски і 3 збірки.

### Зникли
- Вчергове був розформований миколаївський футбольний клуб «Водник», який був утворений на початку 20-х років XX століття в Миколаївському морському торговому порту, відроджений у 1946, розформований у 1993, та знову відроджений у 2001.

### Пам'ятки
- 24 вересня біля парадного входу навчально-адміністративного корпусу Миколаїського державного університету по вулиці Нікольській, 24, було урочисто відкрито погруддя Василю Олександровичу Сухомлинському, чиє ім'я носить університет[2].

## Особи

### Очільники
- Міський голова — Володимир Чайка.

### Почесні громадяни
- Божаткін Михайло Іванович — український російськомовний письменник, поет і журналіст.
- Ільїн Степан Григорович — учасник визволення Миколаєва від німецьких військ.

### Городянин рокуі «Людина року»
- Бєдін Федір Павлович — номінація «Промисловість».
- Богун Петро Михайлович — номінація «Середня школа і дошкільна освіта».
- Вадатурський Олексій Опанасович — номінація «Благодійність».
- Димов Федір В'ячеславович — номінація «Фінанси і банківська справа».
- Завгородній Анатолій Петрович — номінація «Мистецтво».
- Іваницька Лідія Іванівна — номінація «Культура».
- Іваницький В'ячеслав Едуардович — номінація «Культура».
- Кривокульський Олег Григорович — номінація «Інноваційний проект року».
- Кухмай Микола Іванович — номінація «Будівництво».
- Мехеда Віталій Валерійович — номінація «Засоби масової інформації».
- Нікітін Юрій Вікторович — номінація «Фізкультура і спорт».
- Семенюк Ігор Павлович — номінація «Підприємництво».
- Сирота Анатолій Архипович — номінація «Училища, технікуми, коледжі».
- Стариков Ілля Мойсейович — номінація «Наука і вища школа».
- Ярова Валентина Михайлівна — номінація «Охорона здоров'я».
- Людина року — Прудкий Сергій Васильович.

### Померли
- Нартов Андрій Григорович (1921, Алтайський край — 2004, Київ) — заслужений пілот СРСР, Герой Соціалістичної Праці. Учасник відбудови Миколаєва після німецько-радянської війни, командиро Миколаївського об'єднаного авіапідприємства (1952—1959).
- Волков Віктор Миколайович (14 вересня 1941, Миколаїв — 18 вересня 2004, Ялта) — український художник, член Спілки художників СРСР, заслужений художник УРСР.
- Демиденко Василь Купріянович (13 березня 1929, Ємільчине — 20 грудня 2004)  — педагог і психолог, доктор психологічних наук, член-кореспондент АПН СРСР, АПН України, професор. У 1957—1962 роках — завідувач кафедри педагогіки й психології, з 1962 по 1966-й — проректор Миколаївського педінституту.
- Галімов Ільяс Хамідович (14 березня 1937, с. Бахча-Сарай, Татарська АРСР, РРФСР — 28 липня 2004, Санкт-Петербург, Росія) — радянський футболіст, воротар. Майстер спорту СРСР. Протягом 1968—1970 років провів 112 матчів за миколаївський «Суднобудівник».